# Mtwara
Mtwara (portugués: Montewara) es una ciudad de Tanzania, capital de la región homónima en el sureste del país. Dentro de la región, forma una subdivisión equiparada a un valiato y es al mismo tiempo la sede administrativa del vecino valiato rural homónimo sin pertenecer al mismo.
En 2012, la ciudad tenía una población total de 108 299 habitantes.
Se ubica en la costa del Océano Índico en la esquina suroriental del país, cerca de la frontera con Mozambique, unos 400 km al sur de Dar es-Salam sobre la carretera B2. Al oeste de la localidad sale la carretera A19, que recorre todo el sur del país hasta el lago Malawi.
La actual ciudad fue fundada en la década de 1940, como parte de un plan británico para convertir Tanganica en un centro mundial de producción y exportación de cacahuetes. Aunque este plan fracasó y fue abandonado en 1951 por las malas condiciones del terreno para dicho cultivo, se había construido aquí una gran ciudad con un importante puerto marítimo, y a lo largo de la segunda mitad del siglo XX se desarrolló como localidad portuaria.

## Clima
| Parámetros climáticos promedio de Mtwara                                          | Parámetros climáticos promedio de Mtwara | Parámetros climáticos promedio de Mtwara | Parámetros climáticos promedio de Mtwara | Parámetros climáticos promedio de Mtwara | Parámetros climáticos promedio de Mtwara | Parámetros climáticos promedio de Mtwara | Parámetros climáticos promedio de Mtwara | Parámetros climáticos promedio de Mtwara | Parámetros climáticos promedio de Mtwara | Parámetros climáticos promedio de Mtwara | Parámetros climáticos promedio de Mtwara | Parámetros climáticos promedio de Mtwara | Parámetros climáticos promedio de Mtwara |
| Mes                                                                               | Ene.                                     | Feb.                                     | Mar.                                     | Abr.                                     | May.                                     | Jun.                                     | Jul.                                     | Ago.                                     | Sep.                                     | Oct.                                     | Nov.                                     | Dic.                                     | Anual                                    |
| --------------------------------------------------------------------------------- | ---------------------------------------- | ---------------------------------------- | ---------------------------------------- | ---------------------------------------- | ---------------------------------------- | ---------------------------------------- | ---------------------------------------- | ---------------------------------------- | ---------------------------------------- | ---------------------------------------- | ---------------------------------------- | ---------------------------------------- | ---------------------------------------- |
| Temp. máx. abs. (°C)                                                              | 34.4                                     | 35.0                                     | 36.1                                     | 33.9                                     | 32.8                                     | 32.2                                     | 33.3                                     | 33.3                                     | 35.0                                     | 36.1                                     | 36.1                                     | 34.1                                     | 36.1                                     |
| Temp. máx. media (°C)                                                             | 30.3                                     | 30.5                                     | 30.8                                     | 30.5                                     | 29.9                                     | 29.1                                     | 29.0                                     | 29.5                                     | 29.8                                     | 30.4                                     | 31.0                                     | 30.7                                     | 30.1                                     |
| Temp. mín. media (°C)                                                             | 23.2                                     | 23.2                                     | 22.7                                     | 22.2                                     | 20.8                                     | 19.0                                     | 18.4                                     | 18.2                                     | 18.3                                     | 19.9                                     | 21.5                                     | 22.9                                     | 20.9                                     |
| Temp. mín. abs. (°C)                                                              | 20.6                                     | 20.2                                     | 21.1                                     | 19.4                                     | 15.0                                     | 13.9                                     | 15.0                                     | 15.0                                     | 16.0                                     | 17.2                                     | 18.3                                     | 19.9                                     | 13.9                                     |
| Lluvias (mm)                                                                      | 219                                      | 169                                      | 214                                      | 176                                      | 59                                       | 15                                       | 14                                       | 9                                        | 12                                       | 28                                       | 59                                       | 171                                      | 1145                                     |
| Días de lluvias (≥ 1.0 mm)                                                        | 11.4                                     | 10.8                                     | 14.9                                     | 12.2                                     | 4.9                                      | 2.3                                      | 1.9                                      | 1.5                                      | 2.0                                      | 3.2                                      | 4.8                                      | 9.1                                      | 79.2                                     |
| Horas de sol                                                                      | 229.4                                    | 189.3                                    | 217.0                                    | 225.0                                    | 263.5                                    | 267.0                                    | 266.6                                    | 285.2                                    | 270.0                                    | 303.8                                    | 297.0                                    | 263.5                                    | 3077.3                                   |
| Humedad relativa (%)                                                              | 79                                       | 84                                       | 82                                       | 83                                       | 70                                       | 72                                       | 70                                       | 71                                       | 74                                       | 76                                       | 76                                       | 79                                       | 76                                       |
| Fuente n.º 1: World Meteorological Organization (average high and low)            |                                          |                                          |                                          |                                          |                                          |                                          |                                          |                                          |                                          |                                          |                                          |                                          |                                          |
| Fuente n.º 2: Deutscher Wetterdienst (extremes, precipitation, humidity, and sun) |                                          |                                          |                                          |                                          |                                          |                                          |                                          |                                          |                                          |                                          |                                          |                                          |                                          |

## Subdivisiones
El territorio de la ciudad se divide en las siguientes 15 katas:
- Chikongola
- Chuno
- Jangwani
- Kisungule
- Likombe
- Magengeni
- Majengo
- Mitengo
- Mtonya
- Naliendele
- Rahaleo
- Railway
- Shangani
- Ufukoni
- Vigaeni

## Comunicaciones

### Transporte aéreo
Mtwara cuenta con un aeropuerto comercial. Está ubicado a unos siete kilómetros al sur del centro de la ciudad de Mtwara, a una altitud de 113 metros sobre el nivel del mar.

#### Características
Abreviaturas: El aeropuerto tiene el código IATA MYW y el código ICAO HTMT.
Pistas: El aeropuerto cuenta con 2 pistas:
- La pista 01/19 tiene 2 259 m de largo, 30 m de ancho y está asfaltada.
- La pista 08/26 tiene 1 163 m de largo, 30 m de ancho y es una pista de césped.

Comunicación: Se puede llegar a la torre en la frecuencia 118.1.
Desde Mtwara hay vuelos diarios a Dar es-Salaam operados por Precision Air.